# José Carlos Mariátegui

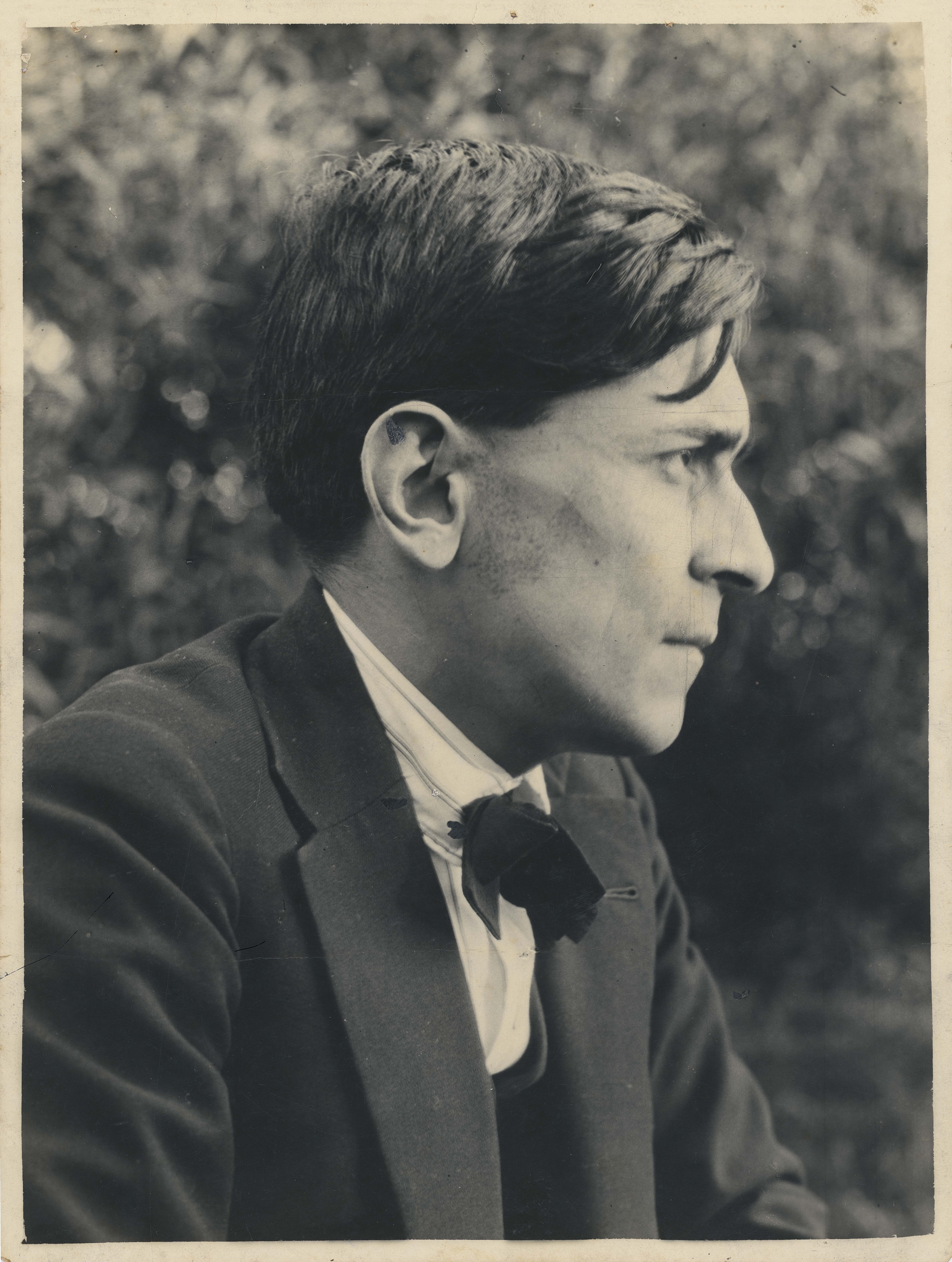
José Carlos Mariátegui im Jahr 1928

José Carlos Mariátegui la Chira (* 14. Juni 1894 in Moquegua; † 16. April 1930 in Lima), genannt José Carlos Mariátegui, war ein peruanischer Journalist, Autor, Philosoph und Politiker marxistischer Ideengehalte. Mariátegui war 1928 ein Mitbegründer der Partido Socialista del Perú (PSP). Besondere Bedeutung erlangten seine Rezeptionen zum Thema Marxismus. Mit ihnen war er der erste, der die Prinzipien des Marxismus auf Peru anwenden wollte. Gemäß der Einschätzung des US-amerikanischen Historikers Tom O’Lincoln (1947–2023) sei seine Rolle innerhalb der regionalen Revolutionsgeschichte bedeutend. Außerhalb Lateinamerikas erreichte er aber nie eine größere Bekanntheit.

## Leben

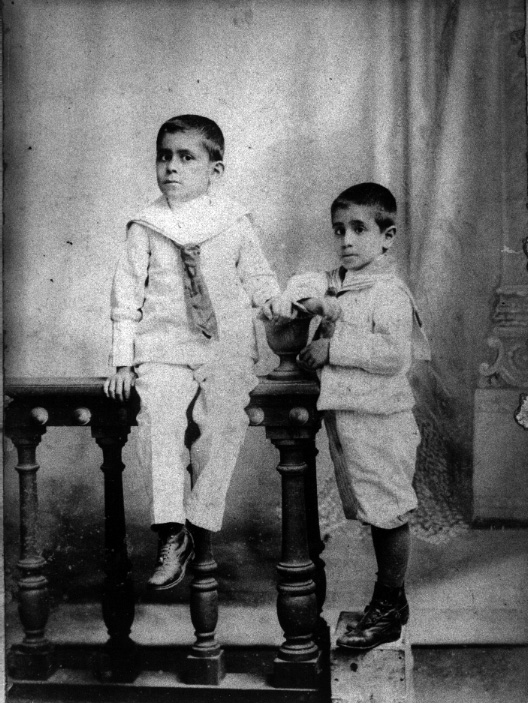
José Carlos Mariátegui sitzend mit seinem Bruder Julio César im Alter von zehn Jahren (1904)

Mariátegui wurde als Sohn von Maria Amalia La Chira Ballejos und Francisco Javier Mariategui Requejo in Moquegua geboren. Er hatte zwei Geschwister. Der Vater der Kinder verließ die Familie schon relativ früh, woraufhin seine Mutter mit den Kindern nach Lima zog, wo sie bessere Bedingungen zur  Sicherstellung des Lebensunterhaltes sah. Die Familie lebte trotzdem in Armut und zog 1899 nach Huacho zu Verwandten der Mutter. Nach einem Schulunfall im Jahr 1902 wurde er nach Lima in ein Krankenhaus eingeliefert, die Genesungszeit betrug vier Jahre. Als Folge blieben Probleme mit seinem Bein und die Vereitelung einer weiteren Schulbildung. Später musste das Bein amputiert werden, was ihn zu einem Leben im Rollstuhl zwang. 1907 starb sein Vater.
1908 wurde Mariátegui 14-jährig zum Büroboten bei einer Zeitung, bei welcher er bereits 1914 einen Artikel unter dem Pseudonym Juan Croniqueur verfasste. Diese Affinität zum Medium der Zeitung ließ ihn bis in das Jahr 1919 hinein für die Zeitungen La Prensa, El Tiempo und La Razón arbeiten. In diese Zeit fiel auch seine erste Annäherung an den Sozialismus, da La Razón als linksgerichtet galt, so sprach er 1919 auch das erste Mal bei einem Streik zu den Streikenden; gleichzeitig bedeutete diese Neuausrichtung nach links auch das Ende seiner Zugehörigkeit zur Bewegung Fin de siècle.
Auf einer durch ein Stipendium finanzierten Europareise durch Frankreich, Deutschland, Österreich und Italien sowie weitere Länder in den Jahren 1919–1923 verbrachte er die meiste Zeit in Italien, wo er auch heiratete. Während dieser Zeit kam er mit kommunistischen Führern und Denkern wie Henri Barbusse, Antonio Gramsci oder auch Maxim Gorkij in Berührung, die ihn stark prägten. Als er 1923 wieder nach Peru zurückkehrte, gründete er als Journalist die Zeitschrift Amauta, deren Herausgeber er auch bis zu seinem Tod war. Außerdem wurde er im Jahr 1928 noch zusätzlich Herausgeber des Magazins Labor, mit dem er die Organisation der Arbeiter erreichen wollte. Er starb 35-jährig im April 1930 nach längeren gesundheitlichen Problemen eines natürlichen Todes.

## Politisches Engagement
Auf seiner Europareise kam Mariátegui das erste Mal mit sozialrevolutionärem Gedankengut in Verbindung, so dass er sich in Peru an der Alianza Popular Revolucionaria Americana (APRA) unter der Führung Victor Raúl Haya de la Torres beteiligte, bis er 1928 mit der Partido Socialista del Perú seine eigene Partei gründete, da er den Kurs der Stalinisierung nicht mittragen wollte.

### Einstellung
Mariátegui vertrat die Ansicht, dass eine Revolution in Peru lediglich unter Ausschaltung des Bürgertums möglich sei, da dieses zu starke Kontakte zu allen anderen konterrevolutionären Klassen hätte. Die einzige Möglichkeit sei die eines antikapitalistischen, antiimperialistischen Umsturzes, dessen Ziel ein Agrarstaat sein müsse. Mit dieser Theorie griff er der Dependenztheorie André Gunder Franks um Jahre voraus. Er selbst betrachtete sich als Sozialisten und Marxisten. Politisch stand er nach Angaben der Partido Aprista Peruano der 3. Internationalen nahe.

### Bedeutung
Der argentinische Soziologe Jose Aricó behauptete, Mariáteguis Werk (…) remains, fifty years after its publication, the only really significant theoretical work of Latin American Marxism (deutsch: (…) bleibt, 50 Jahre nach seiner Veröffentlichung, das einzige wirklich bedeutende theoretische Werk des lateinamerikanischen Marxismus). Diese Wertschätzung Mariáteguis zeigt sich auch in der peruanischen Parteienlandschaft. So führt die maoistische Guerillagruppe Partido Comunista del Perú – por el Sendero Luminoso de José Carlos Mariátegui (deutsch: Kommunistische Partei Perus – auf dem Leuchtenden Weg José Carlos Mariáteguis) ihren Namen auf ihn zurück. Außerdem beruft sich die Partido Comunista Peruano auf Mariátegui, da er ihre Ursprungspartei, die PSP, selbst gegründet hatte; die Umbenennung ereignete sich bereits wenige Monate nach seinem Tod. Außerdem bestand in Kuba im Jahre 2007 eine Vereinigung peruanischer Studenten, welche sich zu Ehren Mariáteguis Movimiento José Carlos Mariátegui nennt.

## Schriften

### Spanischsprachige Erstausgaben
- Siete ensayos de interpretación de la realidad peruana, Lima 1928.
- 25 años de sucesos extranjeros. Ed. Palabra, Lima 1945.
- Defensa del marxismo: Polémica revolucionaria. Biblioteca Amauta, Lima 1967.
- Crítica literaria. Jorge Alvarez, Buenos Aires 1969.
- Ideología y política. Amauta, Lima 1971.
- La escena contemporánea. Amauta, Lima 1976.
- Correspondencia. Amauta, Lima 1984.

### Deutschsprachige Übersetzungen
- Revolution und peruanische Wirklichkeit. Ausgewählte politische Schriften. Isp-Verlag, Frankfurt am Main 1986, ISBN 3-88332-104-4
- Sieben Versuche, die peruanische Wirklichkeit zu verstehen. Argument, Berlin 1986. ISBN 3-88619-360-8 (orig.: Siete ensayos de interpretaciòn de la realidad peruana, Amauta, Lima 1952).

## Ausstellung
- Netzwerk der Avantgarde. Amauta und Lateinamerika, 1926–1930, Madrid, Centro de Arte Reina Sofia, Februar – Mai 2019 (gefolgt von Lima, Mexiko, Austin)[12]